# Романов, Виктор Павлович
Ви́ктор Па́влович Рома́нов (11 марта 1927, Ишим, Тюменская область — 29 июня 1984, Чебоксары) — советский режиссёр, актёр, педагог и государственный деятель.

## Биография
Родился 11 марта 1927 года в городе Ишим Тюменской области.
Участник Великой Отечественной войны. По окончании войны поступил на режиссёрский факультет ГИТИСа (курс народного артиста СССР А. Д. Попова). В 1945—1946 годах работал актёром Московского областного театра кукол. Окончив в 1951 году ГИТИС, приехал на работу в Чувашскую АССР. В Чебоксарах работал режиссёром (1951—1952), главным режиссёром (1955—1963 и 1966—1968) Русского драматического театра; главным режиссёром и актёром республиканского Театра юного зрителя (1952—1955, ныне Чувашский театр юного зрителя имени Михаила Сеспеля), был заместителем министра культуры Чувашской АССР (1963—1966) и заместителем председателя Комитета по радиовещанию и телевидению Чувашской АССР (1968—1971). В 1971—1984 годах заведовал театральным отделением и был педагогом Чебоксарского музыкального училища.
За время работы в театрах Чувашии Виктор Павлович поставил более 60 спектаклей, как классического репертуара, так и чувашских драматургов. 2 марта 1968 года на сцене Русского драматического театра состоялась премьера трагедии «Тудимир» по произведению известного чувашского писателя Якова Ухсая (перевод Марии Ухсай) в постановке В. Романова.
В качестве педагога, подготовил плеяду молодых чувашских артистов, в числе его учеников — П. И. Чамжаева, С. Р. Савельева, В. Н. Оринов, В. И. Кочержинский, В. В. Иовлев, Г. В. Кириллов, В. Н. Лукьянов, Г. А. Пескова, И. В. Путяков, Н. Н. Фомин и другие.
В. П. Романов — Заслуженный деятель искусств Чувашской АССР (1960), награждён орденом Отечественной войны 2-й степени и медалями.
Умер 29 июня 1984 года в Чебоксарах.

### Семья
- Жена — Ф. А. Романова — театровед и писательница;
  - Сын — П. В. Романов — актёр и театровед[4].

## Память
- В Чебоксарах на доме, где жили Фаина Александровна и Виктор Павлович Романовы, им установлена памятная доска[5].